# Anatoli Ananiev
Pour les articles homonymes, voir Ananiev (homonymie).
Œuvres principales
Les Chars avancent en losange
Anatoli Ananiev (en russe : Анатолий Ана́ньев), né Anatoli Andreïevitch Severski (en russe : Анатолий Андреевич Северский) le 18 juillet 1925 à Taraz dans la République socialiste soviétique autonome kazakhe et mort à Moscou le 7 décembre 2001 est un écrivain soviétique et russe, représentant le concept de réalisme socialiste.

## Biographie
Après ses études secondaires il entre en apprentissage dans une usine textile de Namangan et parallèlement suit des études à l'école technique. Mobilisé lors de la Seconde Guerre mondiale en 1943, il suit une formation de pilotage pendant quatre mois à l'école militaire de Ferghana, après quoi il participe à la bataille de Koursk. Démobilisé en 1945 et déclaré invalide de guerre. Il obtient son diplôme de l'école technique et travaille comme agronome dans un kolkhoze. Membre du Parti communiste de l'Union soviétique depuis 1950. Dans le cadre d'une formation continue il suit les études à l'Institut agraire d'Almaty. Diplômé, il abandonne son travail au kolkhoze et poursuit ses études à la faculté philologique de l'Université d'Almaty dont il est diplômé en 1957.
Il commence sa carrière d'écrivain en publiant récits et nouvelles en 1958 dans les périodiques d'Almaty. Son roman Les Chars avancent en losange (1963) consacré à la bataille de Koursk et basé sur sa propre expérience lui confère une certaine notoriété.
En 1963, il est invité dans le comité de l'Union des écrivains soviétiques à Moscou. En 1967, on le nomme rédacteur adjoint de la revue Znamia.
En 1973-2001, il est rédacteur en chef du mensuel littéraire Oktyabr publié à Moscou.
Il signe la lettre des quarante-deux, une lettre ouverte adressée par les hommes de lettres au président Boris Eltsine après la Crise constitutionnelle russe et publiée dans le quotidien Izvestia le 5 octobre 1993, qui met en garde contre la montée du fascisme et du chauvinisme dans le pays et invite à sanctionner la propagande de la violence et de la haine raciale, l'interdiction d'un certain nombre de périodiques attisant ses phénomènes, tout comme le programme 600 secondes d'Alexander Nevzorov, pour les mêmes raisons, et reconnaitre comme illégitimes le Congrès des députés du peuple, le Soviet suprême et la Cour constitutionnelle.
Mort à Moscou le 7 décembre 2001, Anatoli Ananiev est enterré au cimetière Troïekourovskoïe.

## Œuvres
- Les Chars avancent en losange (traduit du russe par Jean Perus et Vera Vlassenko, 1968, Éditions du Progrès)